# Stor jordrök
Stor jordrök (Fumaria bastardii) är en vallmoväxtart som beskrevs av Alexandre Boreau. Enligt Catalogue of Life ingår Stor jordrök i släktet jordrökar och familjen vallmoväxter, men enligt Dyntaxa är tillhörigheten istället släktet jordrökar och familjen vallmoväxter. Arten förekommer tillfälligt i Sverige, men reproducerar sig inte. Inga underarter finns listade i Catalogue of Life.